# Peste de Atenas

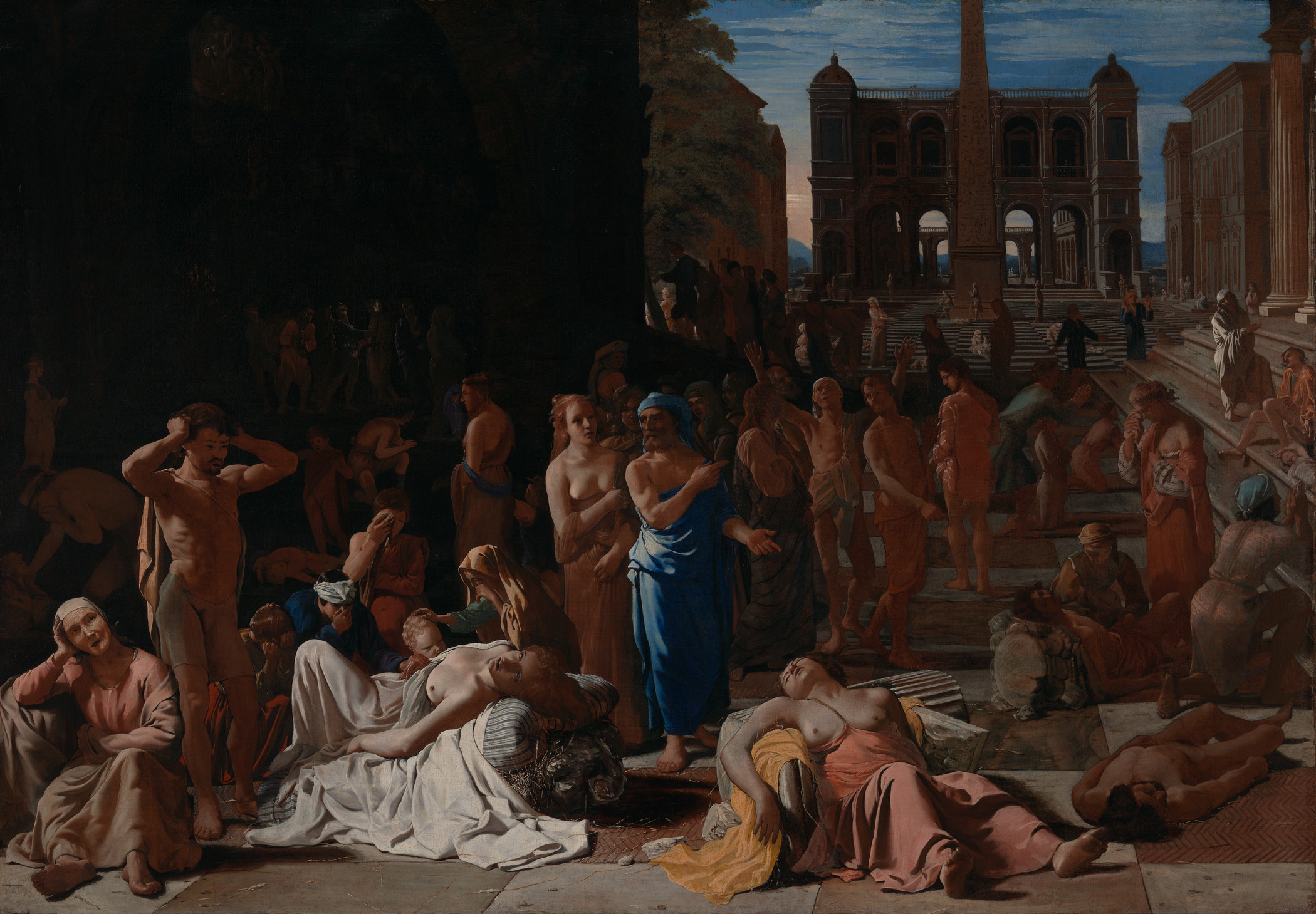
Peste Numa Cidade Antiga, que se acredita ser a Peste de Atenas. Michiel Sweerts, 1652-54

A Peste de Atenas, a Praga de Atenas ou a Peste do Egito foi uma epidemia que ocorreu pela primeira vez em 430 a.C. em Atenas, Grécia, durante o segundo ano da Guerra do Peloponeso.
O primeiro registro encontrado na modernidade foi de Tucídides no seu "livro" História da Guerra do Peloponeso.
Tucídides descreveu a doença que atingiu a polis Atenas em uma primeira onda entre 430 e 429 a.C. e depois, na segunda onda, em 427 a.C. durante o cerco das tropas espartanas, em plena Guerra do Peloponeso.
Não se sabe ao certo quantas pessoas morreram vítimas da peste. No entanto, em seu relato, Tucídides aduz que tal peste matou, durante os três anos, cerca de 4.400 hoplitas e 300 cavaleiros, equivalendo, aproximadamente, de um quarto a um terço das tropas, e a mesma proporção de mortes para o restante da população, cerca de 75.000-100.000 pessoas.
A epidemia originou-se na Etiópia, alcançando o porto de Pireu em 430 a.C. e rapidamente espalhou-se pela população de Atenas que, durante o cerco espartano, estava confinada em péssimas condições atrás das muralhas.
Tal confinamento fazia parte da estratégia de guerra de Péricles, o general que governava Atenas na época da peste. Péricles entregou os campos atenienses aos espartanos e confinou todos os habitantes de Atenas atrás das muralhas, acreditando que os espartanos não teriam recursos para prolongar o cerco.

Muralha ligando o porto de Pireu e Atenas

Apesar de Tucídides descrever os sintomas da doença, os patólogos especulavam ser peste bubônica, tifo, varíola ou gripe. Quando, em janeiro de 2006, pesquisadores da Universidade de Atenas analisaram dentes recuperados de uma sepultura coletiva debaixo da cidade, confirmaram a presença de bactérias da febre tifóide.
Péricles, líder ateniense, evitou o confronto com as tropas espartanas, abrigando-se dentro das muralhas de Atenas-Pireu. A epidemia debilitou Atenas, contaminando Péricles e o levando a morte em 429 a.C, matando uma grande parte da população e das tropas abrigadas em Atenas-Pireu, afetando a moral dos aliados atenienses, e provocando rebeliões contra Atenas.

## Sintomas
Segundo Tucídides, a doença começou a mostrar sintomas na cabeça enquanto avançava pelo resto do corpo.
- Febre
- Vermelhidão e inflamação nos olhos
- Dor de garganta levando a sangramento e mau hálito
- Espirros
- Perda de voz
- Tosse
- Vômito
- Pústulas e úlceras no corpo
- Sede extrema
- Insônia
- Diarreia